# Šentlambert
Šentlambert – wieś w Słowenii, w gminie Zagorje ob Savi. W 2018 roku liczyła 89 mieszkańców.